# Neotridactylus rentzi
Neotridactylus rentzi är en insektsart som beskrevs av Günther, K.K. 1976. Neotridactylus rentzi ingår i släktet Neotridactylus och familjen Tridactylidae.

## Underarter
Arten delas in i följande underarter:
- N. r. rentzi
- N. r. spatulatus